# بقیع (نیشابور)
بقیع (نیشابور)، روستایی از توابع بخش تخت جلگه شهرستان نیشابور در استان خراسان رضوی ایران است.

## جمعیت
این روستا در دهستان بینالود قرار دارد و بر اساس سرشماری مرکز آمار ایران در سال ۱۳۸۵، جمعیت آن ۴۷۷ نفر (۱۰۴خانوار) بوده‌است.